# Vakhtang Chabukiani
Vakhtang Mikheilis dze Chabukiani (in georgiano ვახტანგ ჭაბუკიანი?; in russo Вахта́нг Миха́йлович Чабукиа́ни?, Vachtang Michajlovič Čabukiani; Tbilisi, 27 febbraio 1910 – Tbilisi, 5 aprile 1992) è stato un ballerino e coreografo georgiano, già sovietico. Tra i più importanti e influenti ballerini del ventesimo secolo, Chabukiani ebbe grande successo anche come coreografo. È ricordato soprattutto per aver coreografato con Vladimir Ponomarëv La Bayadère (1941), un balletto più volte ripreso e danzato da interpreti di primissimo piano, tra cui Rudol'f Nureev, e da cui derivano anche la gran parte dei suoi allestimenti recenti.

## Biografia
Dopo aver studiato danza in Georgia e a Leningrado, fece il suo debutto sulle scene nel 1929 al Teatro Mariinskij, continuando a danzare con la compagnia sovietica anche durante la loro prima tournée negli Stati Uniti e in Italia durante gli anni trenta. Apprezzato per le sue interpretazioni eroiche e romantiche, Chabukiani divenne solista della compagnia. Nel 1930 danzò i ruoli di Siegfried ne Il lago dei cigni con Galina Ulanova e nel Don Chisciotte. Con lo scoppio della Seconda guerra mondiale, l'Unione Sovietica commissionò opere con scopo propagandista e nazionalista, che portarono a Chabukiani il suo ruolo di Andrij nel balletto Taras Bulba (1940). Il balletto però no fu apprezzato dal governo, il balletto fu considerato troppo politico e Chabukiani fu espulso dal Teatro Mariinskij.
Tornato a Tbilisi, Chabukiani ricoprì un ruolo di primo piano nell'affermazione del balletto in Georgia e come primo ballerino e coreografo del Teatro dell'Opera di Tbilisi ebbe prestigiosi allievi come Nina Ananiashvili e Igor' Zelenskij. Negli anni 50 gli fu permesso di tornare in Russia, dove fece un trionfale ritorno sulle scene danzando il ruolo di Otello. Per la sua attività come ballerino e coreografo fu insignito del premio di Stato dell'URSS e del premio Lenin.